# Osservatorio astronomico di Bucarest
L'Osservatorio astronomico di Bucarest (in rumeno: Observatorul astronomic din Bucureşti)  è il primo osservatorio astronomico statale istituito in Romania. Nel 1990 è stato riunito amministrativamente con gli osservatori di Cluj e di Timisoara, formando l'Istituto di Astronomia dell'Accademia Romena.

## Storia
L'osservatorio astronomico di Bucarest fu istituito il 1 aprile 1908 nella città di Bucarest con decreto del Ministro della Pubblica Istruzione e degli Affari Religiosi, Spiru Haret; Nicolae Coculescu ne fu nominato primo direttore. La costruzione cominciò nel 1910 sulla Collina Filaret nel Parco Carol (nella zona sud della città) e durò due anni: furono realizzati un edificio principale per i laboratori scientifici e gli uffici amministrativi, una sala per la meridiana e una cupola, destinata ad ospitare un telescopio da 11,5 metri. Insieme all'osservatorio astronomico fu creato un osservatorio meteorologico.
Nel 1920 l'osservatorio meteorologico fu separato amministrativamente dall'osservatorio astronomico. Nel 1945 l’osservatorio astronomico passò sotto il coordinamento dell'Università di Bucarest e nel 1951 passò sotto il controllo dell'Accademia Romena. Nel 1958 fu realizzata una cupola per un telescopio destinato all'osservazione del Sole. Dal 1975 al 1990 l'Osservatorio astronomico è stato di nuovo un'istituzione indipendente. Il 1º aprile 1990, tre osservatori astronomici rumeni (quelli di Bucarest, di Cluj e di Timisoara) sono stati riuniti sotto la guida di un'unica organizzazione: l'Istituto di Astronomia dell'Accademia Romena (in rumeno Institutul Astronomic al Academiei Române). Nel 1990 ha avuto inizio il restauro degli edifici dell’osservatorio e della vicina Casa Bosianu, che è stata adibita a biblioteca dell’osservatorio. Nel 1999 è stato realizzato un planetario per scopi didattici.

## Direttori dell'osservatorio
- 1908 - 1938: Nicolae Coculescu - fondatore dell'osservatorio
- 1938 - 1943: Constantin C. Popovici
- 1943 - 1963: Gheorghe Demetrescu
- 1963 - 1977: Constantin Drâmbă